# Satyrium riparium
Satyrium riparium är en orkidéart som beskrevs av den tyske botanikern Heinrich Gustav Reichenbach 1865. Satyrium riparium ingår i släktet Satyrium och familjen orkidéer. Inga underarter finns listade i Catalogue of Life.